# Rostislaw
Rostislaw oder Rastislaw (russisch: Ростислав, polnisch: Rościsław, ukrainisch: Ростислав, tschechisch: Rostislav, slowakisch: Rastislav, slowenisch: Rastislav, bosnisch-kroatisch-serbisch: Rastislav/Растислав) ist ein slawischer männlicher Vorname. Sinngemäß bedeutet er Einer, dessen Ruhm wächst.

## Herrscher
- Rastislav (Mähren), Fürst von Mähren
- Rostislaw I. (Kiewer Rus) (um 1110–1167), Großfürst von Kiew
- Rostislaw II. (Kiewer Rus) (1173–vor 1214), Großfürst von Kiew
- Rostislaw von Tmutorokan († 1066), Fürst von Tmutorokan
- Rostislaw von Slawonien (1219/1225–1262), Ban von Slawonien und Mačva, Großfürst von Kiew
- Rostislaw Stratimirowitsch, bulgarischer Fürst

## Namensträger der Neuzeit
- Rostislaw Jewgenjewitsch Alexejew (1916–1980), sowjetischer Schiff- und Flugzeugkonstrukteur
- Rostislaw Grigorjewitsch Boiko (1931–2002), russischer Komponist
- Rostislav Čada (* 1954), tschechischer Eishockeyspieler
- Rostislaw Jerastowitsch Chugajew (* 1951), südossetischer Unternehmer und Politiker
- Rastislav Dej (* 1988), slowakischer Eishockeyspieler
- Rostislaw Dimitrow (* 1974), bulgarischer Dreispringer
- Rostislaw Andrejewitsch Fadejew (1824–1884), russischer General
- Rostislaw Iwanowitsch Grigortschuk (* 1953), russischer Mathematiker
- Rostislav Haas (* 1968), tschechischer Eishockeyspieler
- Rostislav Klesla (* 1982), tschechischer Eishockeyspieler
- Rostislav Krimer (* 1980), deutsch-belarussischer Pianist und Dirigent
- Rostislav Krotký (* 1976), tschechischer Radrennfahrer
- Rastislav Michalík (* 1974), slowakischer Fußballspieler
- Rostislav Olesz (* 1985), tschechischer Eishockeyspieler
- Rostislav Sionko (* 1953), tschechischer Fußballspieler und -trainer
- Rastislav Špirko (* 1984), slowakischer Eishockeyspieler
- Rastislav Staňa (* 1980), slowakischer Fußballspieler
- Milan Rastislav Štefánik (1880–1919), slowakischer General und Politiker
- Rastislav Trtík (1961–2024), tschechischer Handballtrainer
- Rostislav Václavíček (1946–2022), tschechischer Fußballspieler
- Rostislav Vojáček (* 1949), tschechischer Fußballspieler
- Rostislaw Jewgenjewitsch Wargaschkin (* 1933), sowjetischer Radrennfahrer

## Schiffe
- Rostislaw (Schiff, 1844), 84/90-Kanonen-Linienschiff der Kaiserlich-Russischen Marine (1844–1855)
- Rostislaw (Schiff, 1900), Schlachtschiff der Kaiserlich-Russischen Marine (1896–1920)